# 生物多样性 (期刊)
《生物多样性》是中國科學院與中國植物學會主辦的中文生物學期刊，每月发行。主要以中国生物多样性研究为主题发表学术论文。被Scopus、CA、AJ、BP、Zoological Record等数据库收录。
《生物多样性》期刊创刊于1993年，以季刊发行；2003年后改为双月刊；2016年起为月刊。